# Brandt Zwieback-Schokoladen

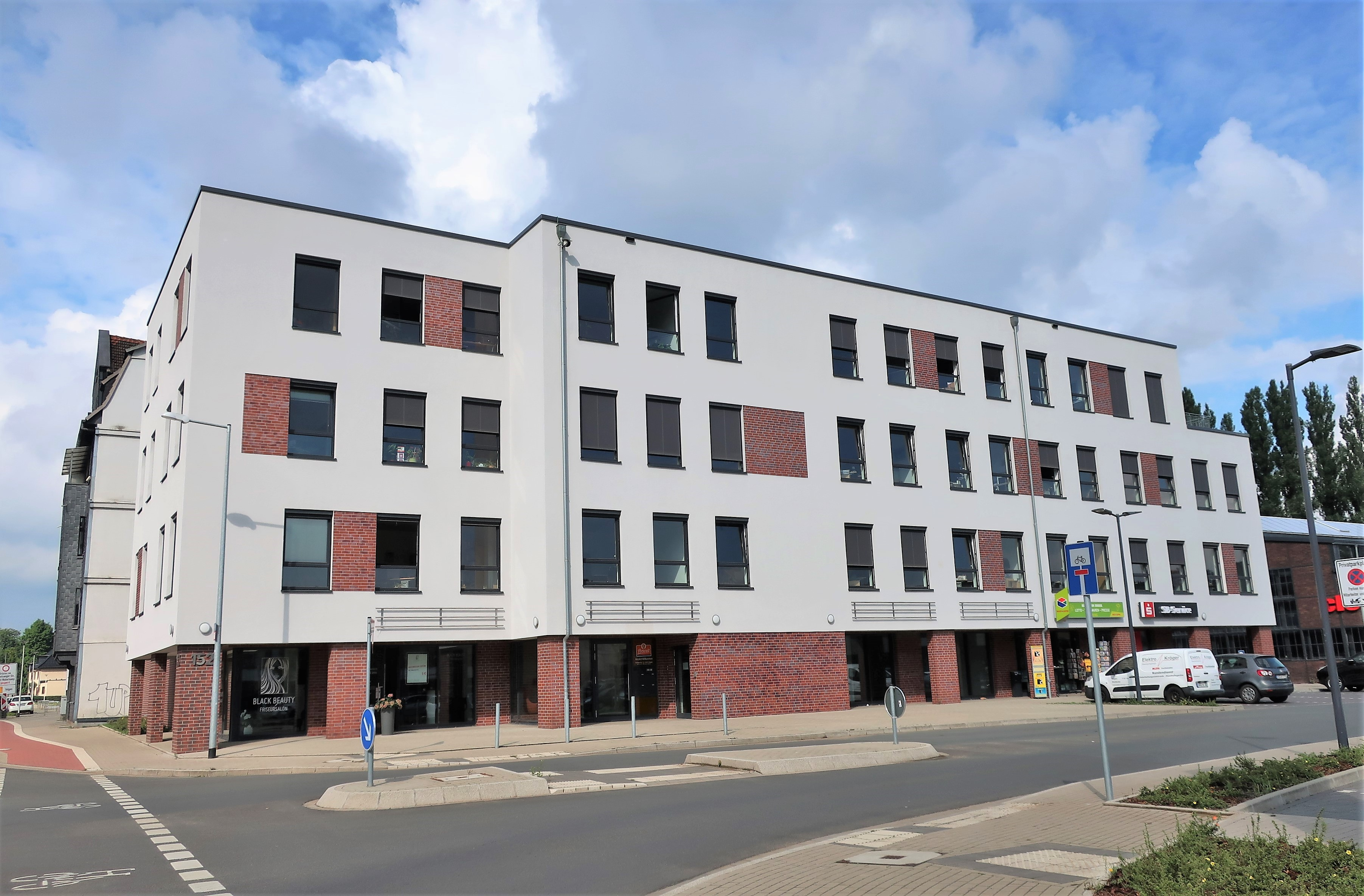
Zwieback Brandt Verwaltung

Die Brandt Zwieback-Schokoladen GmbH + Co. KG mit Sitz in Hagen ist ein Zwieback-Hersteller.

## Geschichte
Am 21. Oktober 1912 gründete der 26-jährige Bäcker- und Konditormeister Carl Brandt (1886–1965) gemeinsam mit seinem Bruder Fritz Brandt (1893–1957) die Märkische Zwieback- und Keksfabrik C. & F. Brandt GmbH in Haspe, heute ein Stadtteil von Hagen. 1929 wurde die Zwieback-Herstellung mechanisiert, die erste selbstentwickelte und patentierte Zwieback-Schneidemaschine kam bei Brandt zum Einsatz. Acht Jahre später, 25 Jahre nach der Gründung, hatte das Unternehmen bereits 700 Mitarbeiter.
Zwischen 1939 und 1945 waren die  C. & F. Brandt, Keks-, Waffel- und Zwiebackwerke eines der Unternehmen in Hagen, die ausländische Arbeitskräfte und Zwangsarbeiter beschäftigte. Im Jahr 1940 erwarb Brandt die Firma „Zugspitze“ Keks- und Schokoladenfabrik AG in Landshut. 1956 wurde dem Firmengründer Carl Brandt für seine Verdienste um die deutsche Ernährungswirtschaft das Bundesverdienstkreuz erster Klasse verliehen. Als Carl Brandt 1965 starb, übernahm seine 20 Jahre jüngere Ehefrau Betty Brandt die Geschäftsführung.
1975 übernahm Brandt die mehrheitliche Beteiligung an der Pauly Zwiebackfabrik GmbH & Co. KG in Friedrichsdorf und Wenkbach, einem Ortsteil der Gemeinde Weimar (Lahn). Nach dem Tod von Betty Brandt im Jahr 1984 wurde Carl-Jürgen Brandt (1946–2017), der Adoptivsohn des Firmengründers, alleiniger Gesellschafter des Unternehmens. 1988 übernahm Brandt das Schokoladenunternehmen Gieselmann & Wille in Herford, im selben Jahr den Gebäck-Spezialisten Gottena mit Produktionsstätten in Schneverdingen und Uelzen. 1990 schloss Brandt eine Vertriebskooperation mit dem Neukircher Zwiebackwerk in Sachsen. Der Umsatz der Brandt-Gruppe stieg in diesem Jahr erstmals über 500 Millionen Mark (rund 252 Millionen Euro). 
1995 verkaufte Brandt seine Gebäcksparte (Brandt und Gottena) an Bahlsen in Hannover. Heute wird nur noch ein Brandt-Gebäckprodukt angeboten, „Brandt-Hobbits“ von Bahlsen. 1996 begann eine Kooperation mit dem finnischen Knäckebrot-Hersteller Vaasamills Ltd. 1997 präsentiert sich die Brandt-Firmengruppe mit 1800 Mitarbeitern und einem Jahresumsatz von 260 Millionen Mark (131 Millionen Euro). Seit Mai 2001 gehört Burger Knäcke zur Brandt-Gruppe.
Seit Sommer 2007 gibt es für die gesamte Brandt-Gruppe nur noch ein einziges Logo. Es zeigt ein orangefarbenes Rechteck, aus dem sich das „Brandt-Kind“ mittig nach oben erhebt. Im unteren Teil ist der Schriftzug „Brandt“ zu sehen. Die untere Kante des Rechtecks ist blau. Die alten Brandt-Logos wurden Zug um Zug abgeschafft. Im Juli 2014 übernahm Brandt die 1985 gegründete Schoko-Dragee GmbH in Rhede (Marke Corifeo). Im März 2017 erwarb Brandt von der Österreich-Niederlassung des Konkurrenten Bahlsen die Markenrechte am österreichischen Marktführer Feldbacher Zwieback.
Im Dezember 2017 starb Firmeninhaber Carl-Jürgen Brandt; seitdem leiten seine beiden Söhne Carl-Heinz und Christoph Brandt sowie zwei weitere Geschäftsführer das Unternehmen.
Seit September 2019 ist Brandt mit seiner Verwaltung wieder am alten Standort an der Enneper Straße im Hagener Stadtteil Westerbauer ansässig. Ein Teil des ehemaligen Fabrikgeländes wurde zuvor zu einem Fachmarktzentrum für weitere Unternehmen umgebaut, darunter ein Aldi-Markt und ein Dm-drogerie markt.

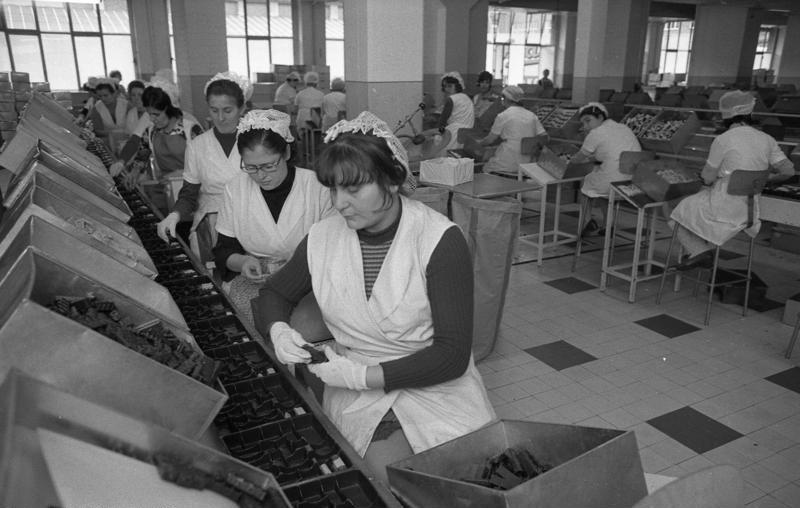
Frauen am Fließband 1972
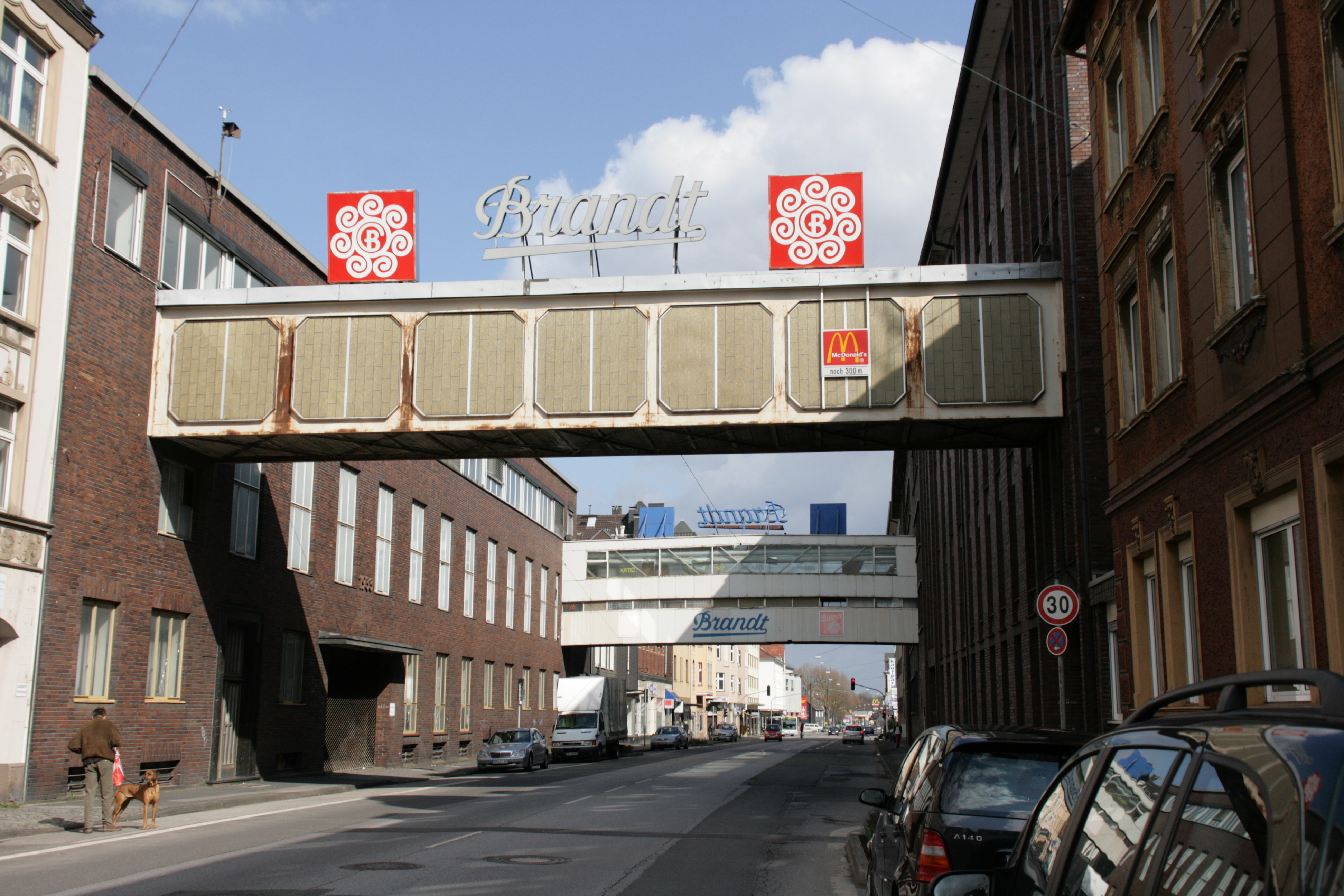
Verbliebene Werbung an der ehemaligen Zwiebackfabrik in Hagen
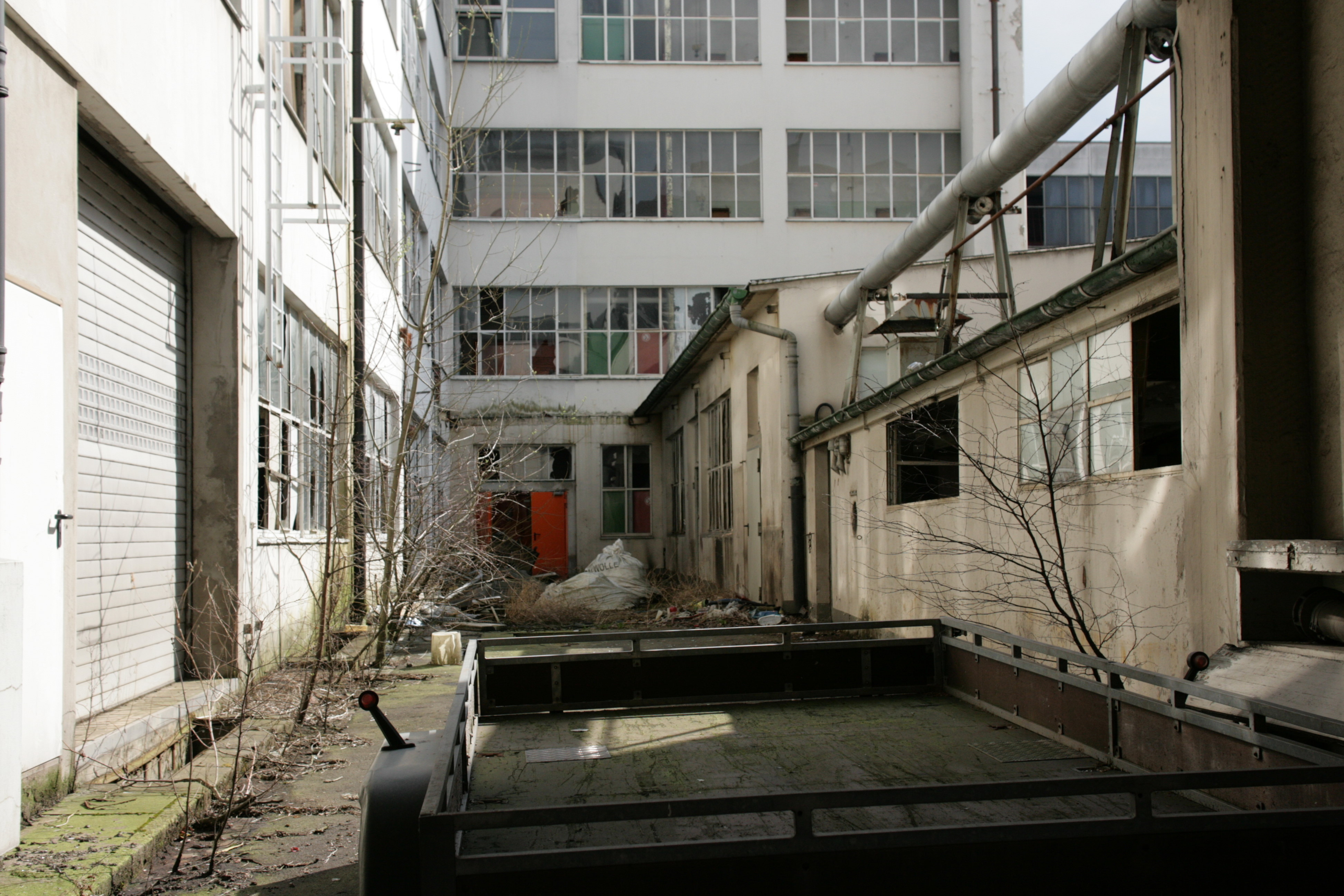
Tristesse und Verfall am stillgelegten Hagener Werk
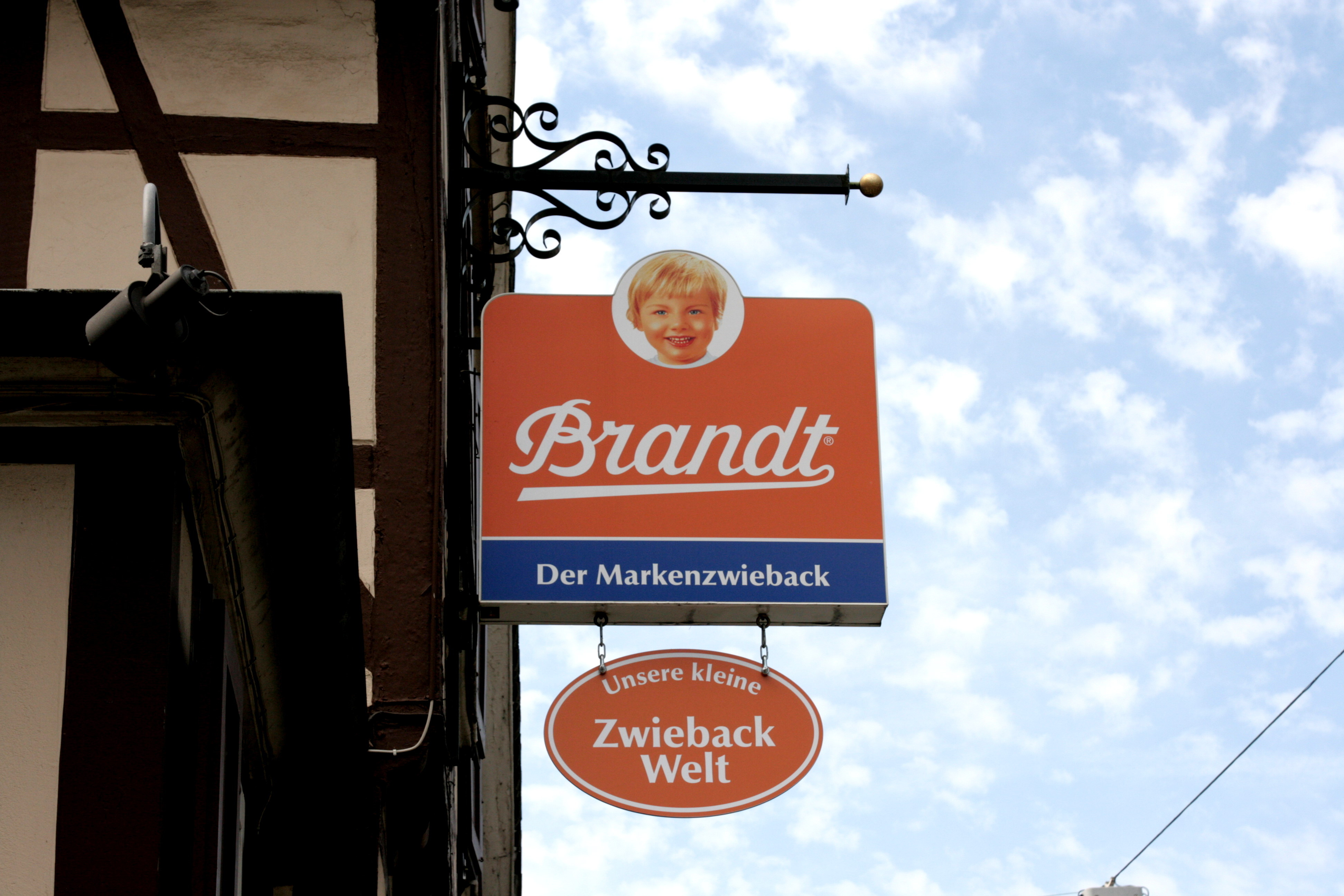
Hagener Zwiebackmuseum

## Produktionsverlagerung nach Thüringen
Zu teils heftigen Kontroversen in Hagen und im ganzen Land Nordrhein-Westfalen führte die Planung der Firmenspitze um Carl-Jürgen Brandt, den Standort in Hagen-Haspe aufzugeben und einen neuen Standort aufzubauen. Das Land Thüringen machte der Firma Brandt das Angebot, einen Teil der Baukosten für ein neues Werk in Ohrdruf zu übernehmen. Die Stadt Hagen versuchte, mit besonders günstigen Flächenangeboten und Fördermitteln aus dem Landeshaushalt Nordrhein-Westfalens und der EU gegen den Abzug der Produktion zu kämpfen. Diese Anstrengungen hatten keinen Erfolg.
Der damalige Ministerpräsident von Nordrhein-Westfalen, Wolfgang Clement, nannte diesen Umzug mitsamt den Fördermaßnahmen eine „Vergeudung volkswirtschaftlicher Ressourcen“.
Im Jahr 2002, dem 90-jährigen Firmenjubiläum, weihte Brandt sein neues Zwieback-Werk in Ohrdruf ein. Der letzte Zwieback in Hagen lief am 5. Dezember 2003 vom Band. Die gesamte Produktion aus dem Stammwerk in Hagen wurde nach Ohrdruf verlagert, nur die Verwaltung blieb in Hagen. Sie zog 2006 an die Kölner Straße um. Von den 500 Mitarbeitern zogen nur vier mit nach Ohrdruf.

## Leitung
1. 1912–1965: Carl Brandt
2. 1965–1984: Betty Brandt
3. 1984–2017: Carl-Jürgen Brandt
4. 2017–heute: Carl-Heinz Brandt, Christoph Brandt